# A Non Smoking Generation
A Non Smoking Generation / Stiftelsen En Rökfri Generation arbetar för att barn och ungdomar ska förbli tobaksfria. Grundades 1979.
Framgången i arbetet bygger på tobakspreventivt arbete i skolans värld såväl som publika informationskampanjer och opinionsbildning i samhället. Stiftelsen anser att det är viktigt med tobaksfria miljöer och förebilder för barn. Närmare 90 % av rökarna börjar röka innan de fyllt 18 år, därför är förebyggande insatser av största vikt.

## Lagändringar
Organisationen har också varit drivande i samtliga tobakslagar från 1980-talet och framåt. Tillsammans med Folkhälsoinstitutet genomdrev organisationen Lagen om rökfria serveringar 2005 och belönades då med utmärkelsen Årets Lobbyist av tidningen Resumé i Almedalen (Ann-Therese Enarsson). Trots att andelen vuxna rökare minskar är tobak alltjämt ett stort samhällsproblem. Varje år dör fler än 14 000 svenskar och kostnaden för samhället överstiger årligen 31 miljarder. För att ytterligare begränsa tobakens plats i samhället behöver tobakslagarna uppdateras i takt med att tobaksindustrin uppfinner nya nikotinprodukter framställda av tobak.

## Kampanjer och opinionsbildning
Stiftelsen arbetar för att sprida kunskap om tobak och de skadeverkningar som tobaken har både på brukare, deras omgivning, ekonomi och miljö. 
1994 fattade organisationens styrelse beslut om att ta strid mot tobaksindustrin och lanserade därefter kampanjen "Welcome To Marlboro Country". Kampanjen togs fram av reklambyrån Paradiset och var den första som var direkt riktad mot tobaksbolagen. Kampanjen fick stor spridning och uppmärksamhet och är än idag en av organisationens mest välkända kampanjer. Kampanjen var en ”ripoff” på Philip Morris International (PMI) egen kampanj ”Come to Marlboro Country”, där en stilig cowboy red runt i solnedgången och visade hur cool och snygg man blir om man röker. Organisationen uppgav att de visade det riktiga ”Marlboro-landet”: En kyrkogård. I samband med kampanjen mottog A Non Smoking Generation hot om stämning från Philip Morris som äger cigarettmärket Marlboro. Kampanjen ledde till att organisationen startade egen insamlingsverksamhet för att finansiera ett fortsatt kampanjarbete. Philip Morris tvingade reklambyrån Paradiset att avsluta sitt samarbete med A Non Smoking Generation och ett nytt samarbete inleddes med Forsman Bodenfors. Det nya samarbetet ledde fram till flera uppmärksammade reklamkampanjer och ett Silverägg vid Guldäggsgalan 1994 för kampanjen "Vårdtagen av en Prince". Stiftelsen hade 1995 en omsättning på 20 mkr och över 40 anställda. 
Under 1996  drev organisationen kravet på åldersgräns av tobaksinköp, som medverkade till att tobakslagen skärptes med 18-årsgräns för tobaksinköp från 1 januari 1997.  Gunilla Steinwall som ansvarig belönades med Sveriges Informationsförenings Stora Informationspris 1999.
Under våren 2014 bedrev organisationen "Fear Clinic" som handlade om att rökning döljer rädslor. Organisationen hade byggt upp en klinik i Minecraft där ungdomar kunde chatta med en psykolog om rädslor. Kampanjen omskrevs digitalt och uppmärksammades bland annat av kanalen BBC. År 2015 hade organisationen kampanjen "Grupptrycket".
Utöver det viktiga kampanj- och opinionsbildande arbetet har organisationen löpande arbetat med kunskapsspridning i skolan. I takt med ökade kunskaper om hur farligt tobak är, har organisationens insatser under de senaste åren fokuserat på barnarbetet inom tobaksindustrin och alla de miljö- och klimatproblem som orsakas av tobak. Sedan 2013 genomför A Non Smoking Generation föreläsningsturnén "Tobaksbarn - 50 kr och barnarbete på köpet" . Föreläsningen erbjuds till landets alla högstadium och gymnasium. Projektet finansieras huvudsakligen av Sida (Styrelsen för Internationellt Samarbete) men även av Postkodstiftelsen (vårterminen 2017) och Gålöstiftelsen (Stockholms län). I föreläsningen visas filmklipp från bland annat "Tobakens Barn" (Regi: Sven Irving, 2007) och "Made in the USA: Child Labor and Tobacco" av HumanRightsWatch. Den 6 november 2014 tilldelades A Non Smoking Generation pris för "Årets Förebyggande Insats" av organisationen CAN (Center för Alkohol och Narkotikaupplysning). I januari 2018 genomförde organisationen en studieresa till Malawi för att besöka tobaksplantage och intervjua NGOs som arbetar för barns rätt till utbildning och att slippa tungt och farligt arbete. Resan resulterade i rapporten "Den stora tobakslögnen" som också finns att ladda ned från organisationens hemsida. Sedan våren 2016 har organisationen även publicerat en årlig rapport över ungas attityder till tobak. Rapporten baseras på en undersökning utförd av Novus på uppdrag av A Non Smoking Generation.

## Generalsekreterare och styrelse
Lars Engström (1993-1994), Greta Svensson (1994-1995), Gunilla Steinwall (1996-2000), Ann-Therese Enarsson (2001-2005), Fredrik L Söderhielm (2005-2010), Elin Ramfalk (2011-2013), Helen Stjerna (2015 - nuvarande).
Organisationen har haft namnkunniga styrelseledamöter under åren. Värt att nämna Mats Hylin (Ordförande 1988-2004), Stig Larsson (generaldirektör), Leif Silbersky (advokat), Sven Strömberg (journalist), Maria Borelius (journalist), Michael Bindefelt (PR), Joakim Jonason (reklam), Hans Gilljam (professor) Marie Ledin och Mats Qviberg (finansman).
Parul Sharma valdes i februari 2023 till ny ambassadör för A Non Smoking Generation. 

## Bakgrund
Två reklammakare, Bo Lindkvist och Carl Horn, möttes på en rökig fest. De började prata och upptäckte att de hade en gemensam negativ inställning till rökning och båda var upprörda över det stora antalet ungdomar som rökte. Väldigt många goda krafter ställde upp för organisationen i början av 1980-talet: Agnetha Fältskog, Gyllene Tider, Ingemar Stenmark, Mats Wilander, Astrid Lindgren, ishockeylandslaget, Tomas Ledin och många, många fler. Organisationen har alltid varit en stark motkraft till tobaksindustrin. 2009 fyllde organisationen 30 år och då anslöt Cancerfonden, Hjärt- & Lungfonden som stödjare av NSG.
Organisationen ingår i ett tobakspreventivt nätverk.